# Serolina eugeniae
Serolina eugeniae är en kräftdjursart som först beskrevs av Nordenstam 1933.  Serolina eugeniae ingår i släktet Serolina och familjen Serolidae. Inga underarter finns listade i Catalogue of Life.